# Galium maritimum
Galium maritimum är en måreväxtart som beskrevs av Carl von Linné. Galium maritimum ingår i släktet måror, och familjen måreväxter. Inga underarter finns listade i Catalogue of Life.